# Cyanidiophyceae
Klassen Cyanidiophyceae (ordningen Cyanidiales) är den tidigast divergerande utvecklingslinjen av rödalger. Algerna i klassen Cyanidiohyceae lever i extrema miljöer, till exempel vid varma källor och sura svavelrika miljöer. Algerna kan växa i mycket låga pH mellan 0,5 och 3,0, under höga temperaturer (50–55 °C) och i hög salthalt (upp mot 10 %). De kan till och med leva endolitiskt, d.v.s. inuti ytligt berg. Samtliga arter är encelliga.
Molekylärbiologiska studier visar att klassen är monofyletisk. Cyanidofyterna skilde sig från övriga rödalger för 1 370 miljoner år sedan (som jämförelse skildes landväxterna från kransalgerna för endast 800 miljoner år sedan). Således är Cyanidiofyterna endast avlägset släkt med övriga rödalger. Därför placeras idag ofta Cyaniophyceae antingen i en egen underdivision, Cyanidiophytina, eller t.o.m. i en egen division, Cyanidiophyta.
Golgii-apparaten är hos Cyanidophyceae ihopväxt med det endoplasmatiska nätverket, ER.
De två familjerna Cyanidiaceae och Galdieriaceae innehåller 7 arter. Släktet Galderia utövar mixotrofi och heterotrofi. Till exempel kan Galdieria sulphuraria ta upp reducerade svavelföreningar. Förmågan att leva endolitiskt erbjuder en relativ stabilitet vid fumaroler eller varma syrarika källor.